# タイニー・ベッツイー・マッコール
タイニー・ベッツイー・マッコール (Tiny BetsyMcCall) はアメリカ、トナードール社の着せ替え人形。8インチ(20cm)サイズ。
パッチリとした目とおちょぼ口、細かなポージングが行える点が特徴。『ベッチー』『ベチ』の愛称で親しまれている。
着せ替え用の衣装は、種類が豊富で仕立てがよいことから 8 インチサイズの着せ替え人形用の衣装として人気がある。
50年代から60年代に製作されたベッツイー人形はビンテージベッツィーと呼ばれるが、生産数が比較的多いため、ネットオークション等で容易に見つけることができる。

## 歴史
もとはマッコール社から販売されていた紙人形だった。
1952年に 14 インチサイズのソフトビニール製の着せ替え人形が、次いで1957年に 8 インチサイズが販売される。
しかし、販売不振により1963年に生産中止となった。
1996年にトナードール社によって『タイニー・ベッツイー・マッコール（ 8 インチサイズ）』『ベッツイー・マッコール（ 14 インチサイズ）』として生まれ変わった。
2000年頃よりトナードール社のものがキューティーズによって日本に正規輸入された。
その際、日本限定仕様のタイニー・ベッツイー・マッコールが6種類発売された。